# Верделло
Верделло (італ. Verdello) — муніципалітет в Італії, у регіоні Ломбардія, провінція Бергамо.
Верделло розташоване на відстані близько 480 км на північний захід від Рима, 38 км на північний схід від Мілана, 11 км на південь від Бергамо.
Населення — 8021 особа (2014).
Щорічний фестиваль відбувається 29 червня. Покровитель — святий Петро.

## Демографія
Населення за роками:

Станом на 1 січня 2023 року в муніципалітеті офіційно проживало 1276 іноземців з 53 країн, серед них 145 громадян країн Євросоюзу та 24 громадяни України.

## Сусідні муніципалітети
- Арчене
- Чизерано
- Комун-Нуово
- Левате
- Поньяно
- Спірано
- Верделліно